# Pseudocoremia confusa
Pseudocoremia confusa är en fjärilsart som beskrevs av Butler 1879. Pseudocoremia confusa ingår i släktet Pseudocoremia och familjen mätare. Inga underarter finns listade i Catalogue of Life.